# ユリ・ケキ
ユリ・ケキ（Jury Dimitri Chechi、1969年10月11日 - ）は、イタリアの元男子体操選手。

## 戦歴
- 世界体操選手権1993年-1997年まで種目別つり輪で5連覇を達成。
- アトランタオリンピックでも種目別つり輪で金メダルを獲得する。
- シドニーオリンピックを欠場するも、アテネオリンピックに34歳で種目別つり輪に出場し銅メダルを獲得した。

## プロフィール
ケキは当初オールラウンダーの体操選手であったが、足の怪我をきっかけに上半身の強化を進めるうちに、つり輪のスペシャリストになっていった。
最近の世界体操選手権やオリンピックで見られる男子の種目別スペシャリスト化にケキが先鞭をつけたとも言える。
また当時のイタリアスポーツ紙による人気スポーツ選手投票でサッカーのスーパースターであったロベルト・バッジョやアルペンスキーのアルベルト・トンバなどを抑えて堂々の1位となり、イタリアにおける体操競技をメジャー競技化した功績があった。